# Michel Royer
Pour les articles homonymes, voir Royer.
Michel Royer, né en 1957 à Paris, est un réalisateur français de films documentaires. 
Il a reçu le César du meilleur film documentaire en 2007 pour Dans la peau de Jacques Chirac, réalisé avec Karl Zéro, et en 2000, pour le film Godard à la Télé, le titre de meilleur documentaire étranger au festival Hot Docs de Toronto.
Collaborateur d'émissions de télévision comme Télés Dimanche et L'Œil du Cyclone sur Canal+, il pratique la « télé-nostalgie », et l'intérêt pour les archives. Avec Arthur et Stéphane Courbit, il est l'auteur du concept de l'émission Les Enfants de la télé.

## Biographie
Michel Royer est né en 1957, à Paris. Après plusieurs années de « petits boulots » dans l'industrie ou l'agriculture, et un examen spécial d'entrée à l'université, il suit des études de droit à l'Université de Paris I, achevées par un DESS de Droit et Administration de l'Audiovisuel en 1985.
En 1987, il organise une exposition à la Grande halle de la Villette, Les Allumés de la Télé. Il réalise plusieurs numéros de L’Œil du Cyclone,,,.
En 1994, il inspire à Arthur et Stéphane Courbit le concept de l'émission Les Enfants de la Télé.
Alain de Greef, le directeur de programmes de Canal +, lui confie la production artistique d'opérations spéciales comme La Nuit Extraterrestre en 1997.
En 2000, il écrit et réalise Godard à la Télé.
Il conçoit et co-réalise, pour Canal +, la série A la Télé. En 2004, il écrit et réalise 40 ans à 2.
Il signe en 2006 son premier film pour le cinéma, Dans la peau de Jacques Chirac. Il réalise deux autres films avec Karl Zéro : Ségo et Sarko sont dans un Bateau édité en dvd au moment de l'élection présidentielle de 2007, puis Being W, Dans la Peau de George Bush, en 2008, puis, une série de documentaires pour les chaînes de télévision, Sports et Homosexualités, c’est quoi le problème ? en 2010, et Footballeur et Homo, au cœur du tabou.
En 2014 il réalise Banlieusards : 40 ans à Chanteloup-les-Vignes et en 2018, Un Homme Formidable, est diffusé par Canal +.

## Filmographie
- 2006 : Dans la Peau de Jacques Chirac[22], réalisé avec Karl Zéro
- 2008 : Being W, Dans la Peau de George Bush[23], réalisé avec Karl Zéro.

## Pour la télévision
- Aujourd’hui Madame, Demain Monsieur, 52 min, 1995, la représentation de l’homosexualité à la télé, prime-time de la première Nuit Gay de Canal +.
- Ils sont parmi nous, 210 min, 1997, réalisé avec Clémence Barret et Guillaume Godard, présenté par Benoit Poelvoorde pour la Nuit Extraterrestre de Canal +.
- Qu'il était beau l'an 2000[24], 90 min, 1998, réalisé avec Clémence Barret et Guillaume Godard pour Canal + et France 2.
- Godard à la Télé, 52 min, 2000, Canal +, meilleur documentaire étranger au Festival Hot Docs de Toronto.
- Chirac Image par Image, Le Pen Image par Image et Jospin Image par Image, 3 x 52 min, 2002, portraits en archives pour Match TV lors des élections présidentielles de 2002.
- Faits Divers à la Une[25], 52 min, 2003, la représentation de l'insécurité, pour France 5.
- L'Express a 50 ans, 52 min, 2003, écrit par Alain Denvers pour France 5.
- Paris Sous les Eaux[26], 52 min 2004, les grandes inondations en région parisienne, écrit avec Serge Bromberg pour France 5.
- Le Direct à la Télé, 52 min, 2005 pour France 5.
- Comiques et Présidents[27], 54 min, 2006, histoire de la satire des présidents de la Ve République, réalisé avec Gilles Cayatte pour France 3
- Bienvenue à Groland Land[28], 90 min, 2008, sur les coulisses de l'émission Groland, pour Canal +
- L’Homme des Jeux[29], 52 min, 2009, portrait de Jacques Antoine, le créateur de jeux télé comme le Schmilblic ou Fort Boyard, pour France 3
- Sports et Homosexualités, c'est quoi le problème ?[30], 90 min, 2010, pour Canal +
- Yéyé Révolution[31], 52 m, 2010, écrit par Didier Varrod pour Arte
- Presse et pouvoir, un divorce impossible[32], 90 min, 2010, écrit par Philippe Reinhard pour France 2.
- La Folle histoire des Présidentielles[33], 90 min, 2011, écrit avec Frédérique Bredin et Jean-Jérôme Bertolus pour France 3.
- Football et Cinéma, le grand match, 52 min, 2013, écrit avec Nicola Cuvelier pour Orange Sport, l’Équipe 31 et Ciné +.
- Banlieusards : 40 ans à Chanteloup-les-Vignes[34], 2 x 65 min, 2013, écrit avec Juan Massenya pour France 3.
- 20 Ans de Révolution Gay ![35], 90 min, 2015, pour la 20e Nuit Gay de Canal+.
- Un homme formidable[36], 60 min, 2018, portrait-hommage de Philippe Gildas, avec la voix d'Antoine de Caunes pour Canal +.
- Les Présidents et l'Humour[37], 70 min, 2020, l'humour personnel des 8 présidents de la Ve République,pour Planète +.

## Éditions DVD
- Le Meilleur d'Antoine de Caunes et José Garcia, 2003 et 2004, 2 doubles dvd édités par Studio Canal Vidéo, incluant un documentaire de 60 min.
- Ségo et Sarko sont dans un Bateau[38], 2007, diffusé en supplément du magazine VSD.
- Allez l'arbitre !, 55 min, écrit par Nicola Cuvelier, produit par la Poste pour la Journée de l'Arbitrage, diffusé en supplément de l' Équipe Magazine
- Ainsi soit Lapinture[39], 90 minutes, écrit et réalisé avec Speedy Graphito, Natacha Giler et Jérôme Lefdup, à la suite d'un crowdfunding.